# São Judas Tadeu (Goiânia)
São Judas Tadeu é um bairro da cidade brasileira de Goiânia, localizado na região norte do município.
O bairro situa-se próximo ao campus da Universidade Federal de Goiás, além dos bairros Itatiaia e Goiânia 2 e tem uma das maiores áreas em comparação a outros bairros da região norte. Segundo dados da Prefeitura de Goiânia, o São Judas Tadeu é o 59º subdistrito de Goiânia, chamado de São Judas Tadeu/Jardim Pompeia. O subdistrito abrange, além dos dois bairros, o Maria Rosa.
Segundo dados do Instituto Brasileiro de Geografia e Estatística (IBGE), divulgados pela prefeitura, no Censo 2010 a população do São Judas Tadeu era de 5 613 pessoas.